# Gary Richrath
Gary Richrath (18. října 1949 – 13. září 2015) byl americký kytarista. Původně hrál na saxofon, ke kytaře přešel ve čtrnácti letech. V roce 1970 se stal členem skupiny REO Speedwagon, s níž do roku 1989, kdy odešel, vydal řadu alb. Se skupinou opět vystupoval při speciálním koncertu v roce 2013. Přestože byl ve skupině primárně kytaristou, v některých písních rovněž zpíval. V roce 1992 vydal sólové album nazvané Only the Strong Survive. Zemřel roku 2015 ve věku 65 let.